# Pellaea villosa
Pellaea villosa är en kantbräkenväxtart som först beskrevs av Michael D. Windham, och fick sitt nu gällande namn av Michael D. Windham och Yatsk. Pellaea villosa ingår i släktet Pellaea och familjen Pteridaceae. Inga underarter finns listade.